# 게임 역학
테이블 게임과 비디오 게임에서 게임 역학(Game mechanics)이란 플레이어에게 특정 활동을 지시하고 이에 따른 게임의 반응을 지배하는 게임 규칙의 모음(집합)이다. 게임의 작동 원리나 구조를 의미하며, 게임의 역학은 게임이 플레이어에게 미치는 영향을 구체화한다.
게임 역학에 대하여 널리 합의된 정의는 아직 존재하지 않다. 게임 역학의 정의에 대한 무수한 의견들 중 공통적으로 등장하는 말은 게임 역학은 "플레이어와 게임 간의 상호작용 시스템"을 가리키며 "플레이어가 보는 것 이상의 것들을 포함한다"는 것이다.

## 게임 역학의 주요 갈래
게임 역학은 여러 갈래로 나뉠 수 있으며 이들을 근거로 게임 분류에 사용하기도 한다.

### 턴

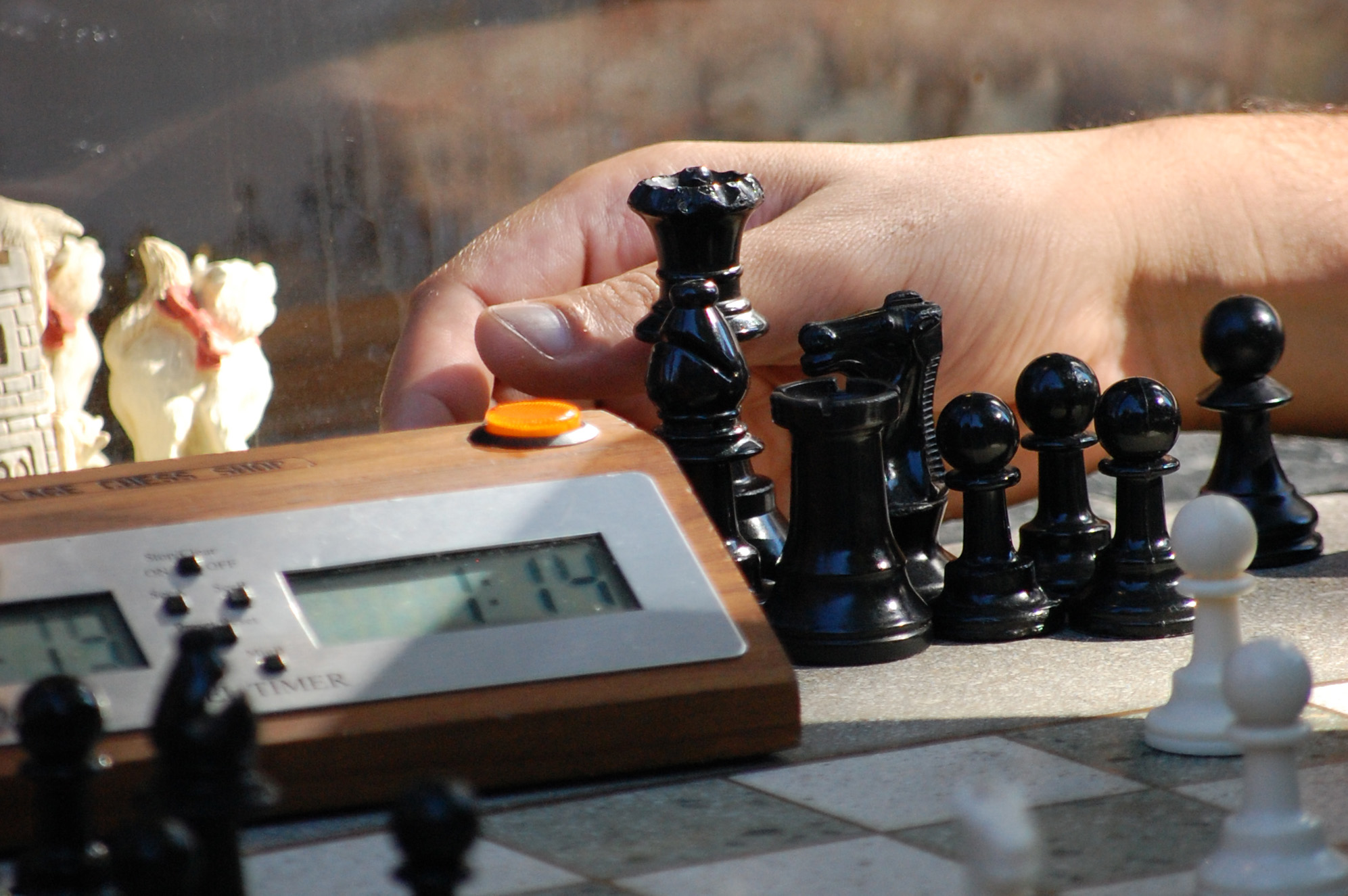
턴이 있는 게임에선 종종 대국 시계를 활용해 각 플레이어가 행동을 취할 수 있는 제한 시간을 부과한다.

게임에서의 '턴'은 컴퓨터 게임이 아닌 거의 모든 종류에서 중요한 개념이며, 실시간 게임플레이를 도입하지 않은 비디오 게임들에서도 사용하는 단어이다. 일반적으로 턴은 게임이 다음 단계로 넘어가기 전 일어날 수 있는 사건들의 모음을 말하며, 턴마다 유사한 사건들이 반복적으로 발생한다.

### 액션 포인트
턴이 있는 일부 게임에서는 각 턴마다 일정량의 액션 포인트를 플레이어에게 부과한다. 플레이어는 자신이 가진 액션 포인트를 소모해 장기를 옮기거나 카드를 뽑는 등 행동을 해야 한다. 이런 종류의 역학은 독일식 보드 게임들에서 많이 발견된다.

## 같이 보기
- 게임학
- 게임화
- 대국 시계